# Pacquet
Pacquet es un pueblo canadiense situado en la provincia de Terranova y Labrador.

## Superficie
Pacquet tiene una superficie de 14,44 km².

## Demografía
En 2021, tenía 145 habitantes, una densidad poblacional de 10 hab./km², y 97 viviendas.